# ولایت واکاسا

نقشه ژاپن در (سال ۱۸۶۸). این ولایت با رنگ تیره مشخص شده است.

ولایت واکاسا (به ژاپنی: 若狭国 Wakasa no kuni) یکی از ولایت‌ها در تقسیم‌بندی کشوری قدیم ژاپن بود.